# Stubła (dopływ Styru)
Stubła (ukr. Стубла Stubła lub  Стубл Stubł, Стубло Stubło) — rzeka na Ukrainie, na Polesiu Zachodnim, przepływająca przez rejeon włodzimierzecki, dąbrowicki i zarzeczniański obwodu rówieńskiego. Prawy dopływ Styru w dorzeczu Prypeci. 

## Opis
Długość 64 km, powierzchnia dorzecza 722 km². Dolina słabo wykształcona, o szerokości do 3 km. Terasy zalewowe położone na obu brzegach, o szerokości od 0,3 do 2,5 km. Koryto ma szerokość 20-24 m, głębokość 1,2—1,7 m. Spadek rzeki wynosi 0,3 m/km. 

## Położenie
Stubła bierze początek na południe od wsi Połowli. Płynie głównie na północny wschód, niedaleko od ujścia skręcając na północny zachód. Wpada w Styr pomiędzy Zarzecznem a wsią Iwanczyci. 
Główne dopływy: Moroczna, Bezimenka (prawe).

## Źródła
- Географічна енциклопедія України : у 3 т. / редколегія: О. М. Маринич (відпов. ред.) та ін. — К. : «Українська радянська енциклопедія» ім. М. П. Бажана, 1989.
- Енциклопедія українознавства : Словникова частина : [в 11 т.] / Наукове товариство імені Шевченка ; гол. ред. проф., д-р Володимир Кубійович. — Париж ; Нью-Йорк : Молоде життя ; Львів ; Київ : Глобус, 1955—2003.